# Dołgokycza
Dołgokycza (ros. Долгокыча) – wieś w Rosji, w Kraju Zabajkalskim, w rejonie ołowiannińskim. W 2010 liczyła 782 mieszkańców.